# Kenner
Kenner – miasto (city) w parafii Jefferson, w południowo-wschodniej części stanu Luizjana, w Stanach Zjednoczonych, położone pomiędzy jeziorem Pontchartrain na północy a rzeką Missisipi na południu, w aglomeracji Nowego Orleanu. W 2013 roku miasto liczyło 66 975 mieszkańców.
Nazwa miasta pochodzi od plantatora i prawnika, Duncana F. Kennera.
W Kenner zlokalizowany jest port lotniczy Louis Armstrong New Orleans International Airport.